# 恋のロープをほどかないで
「恋のロープをほどかないで」（こいのロープをほどかないで）は、新田恵利の楽曲で、2枚目のシングル。1986年4月10日発売。発売元はキャニオンレコード。
当初はカップリング曲（B面）の「ピンクのリボン」がA面の予定だったが、新田自身が反対して差し替えになった。それに伴い曲構成やアレンジが大幅に変更され、雑誌の新曲紹介などでは楽譜やコードが掲載されなかったものもある。
1987年に公開された渡辺元嗣監督のピンク映画『新・未亡人下宿　夜の手ほどき』で本曲が主題歌として使用されている。

## 収録曲
1. 恋のロープをほどかないで　（4:07）
  - 作詞：秋元康　作曲・編曲：後藤次利
2. ピンクのリボン　（4:23）
  - 作詞：秋元康　作曲・編曲：後藤次利

## 収録作品
- ERI - 1stアルバム
- 新田恵利 SINGLES コンプリート
- My これ!クション 新田恵利 BEST 2
- スーパーベスト (#1)
- 家宝 (#1)
- おニャン子クラブA面コレクション Vol.1 (#1)
- おニャン子クラブB面コレクション Vol.1 (#2)